# Sân bay Jaime González

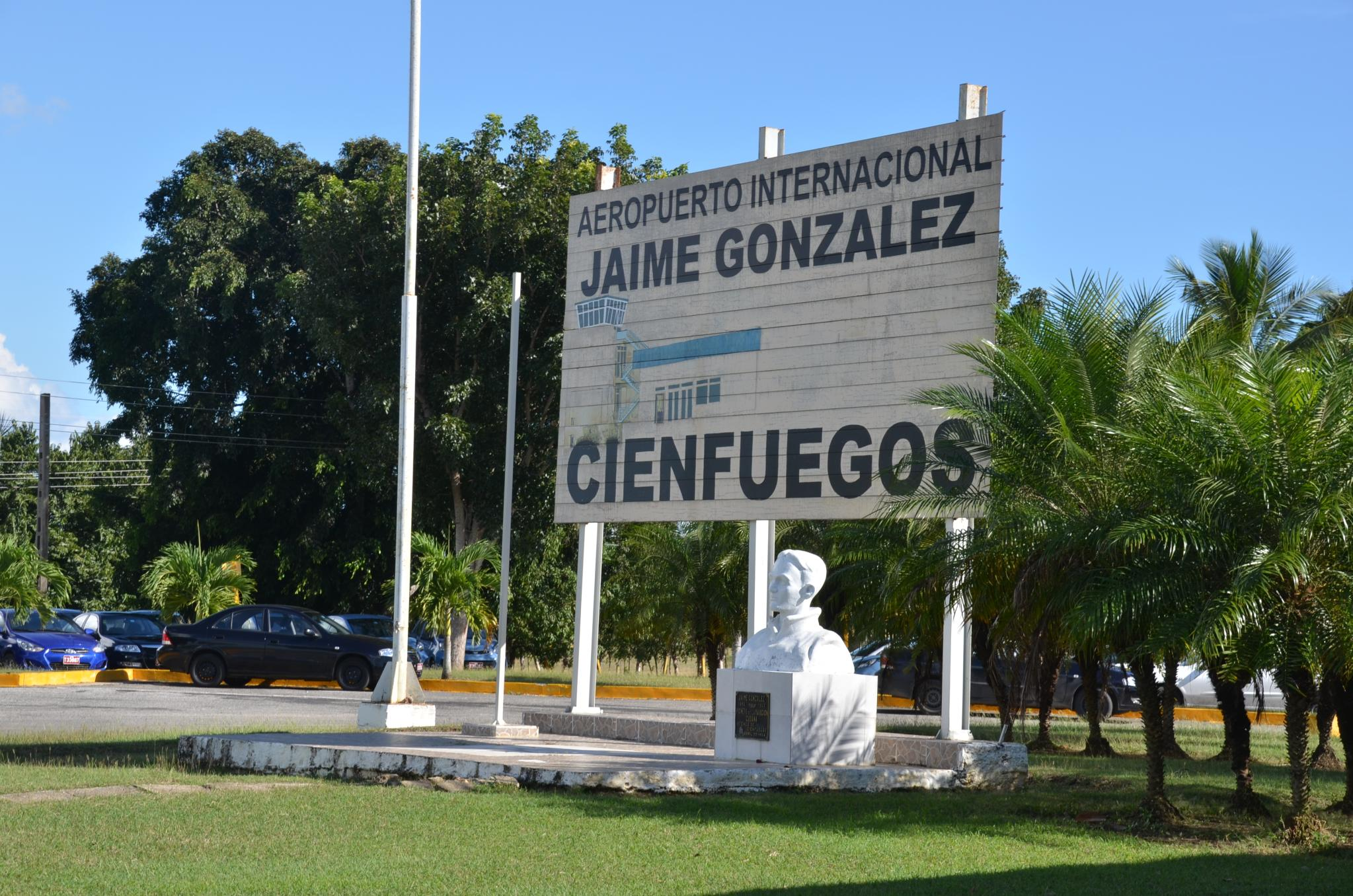
Sân bay Jaime González (Cuba)

Sân bay Jaime González (IATA: CFG, ICAO: MUCF) là một sân bay quốc tế phục vụ thành phố Cienfuegos ở Cuba.

## Các hãng hàng không và các điểm đến
- American Airlines
  - American Eagle (Miami)
- Cubana de Aviación (La Habana, Montreal, Toronto-Pearson)
- Skyservice (Toronto-Pearson)
- Sunwing Airlines (Montreal, Toronto-Pearson)